# Nieky Holzken
Nicolaas "Nieky" Hubertus Holzken (Helmond, Países Bajos; 16 de diciembre de 1983) es un kickboxer neerlandés que actualmente compite en la categoría de peso ligero de ONE Championship. Es ex-Campeón de peso wélter de Glory. En 2015 Kickboxing Planet lo eligió como el Kickboxer del Año. Desde julio de 2022, Combat Press lo posiciona como el kickboxer #7 de peso wélter del mundo.
En 2018, Holzken participó en las Súper Series Mundiales de Boxeo como sustituto.

## Primeros años
Luego de que sus padres se separaran cuando era niño, Nieky fue criado por sus abuelos paternos. Inspirado por las películas de artes marciales, empezó a entrenar kickboxing a los diez años de edad.

## Carrera

### K-1
Nieky Holzken hizo su debut en K-1 el 26 de noviembre de 2006, en el Torneo de Calificación de Europa del Norte de K-1 World MAX en Estocolmo, Suecia. Ganó el torneo por KOs consecutivos sobre Björn Kjöllerström, Joakim Karlsson y Elias Daniel. La victoria lo calificó al evento K-1 World MAX 2007 Final Elimination, donde enfrentó al campeón reinante de K-1 MAX Buakaw Por. Pramuk. Perdió la pelea por decisión unánime.

### Glory
Enfrentó a Murat Direkçi en Glory 2 el 6 de octubre de 2012, en Bruselas, Bélgica. Ganó la pelea por TKO por un corte en el segundo asalto.
Derrotó a Karim Ghajji por TKO por un corte en el asalto extra en Glory 6 en Estambul, Turquía el 6 de abril de 2013.
Estaba programado para pelear en SLAMM!! - Soema na Basi IV: Londt vs. Adegbuyi en Paramaribo, Surinam el 8 de agosto de 2013 pero se retiró de la pelea por razones desconocidas.
Estaba programado inicialmente para enfrentar a Marc de Bonte en las semifinales de Glory 13 en Tokio, Japón el 21 de diciembre de 2013 pero su oponente fue cambiado a Karapet Karapetyan que Holzken ya había enfrentado y derrotado en febrero de 2012 por decisión. Tiró a Karapetyan en los asaltos uno y dos para ganar por decisión unánime antes de enfrentar a Joseph Valtellini en la final. En una competitiva pelea, Holzken consiguió el TKO en los últimos segundos del tercer asalto para ser coronado como el campeón inaugural del torneo de peso wélter de Glory.
Estaba programado para pelear por el Campeonato de Peso Wélter de Glory contra Marc de Bonte en Glory 14 en Zagreb, Croacia el 8 de marzo de 2014 pero la pelea fue cancelada cuando surió una lesión de hombro en accidente automovilístico. La pelea fue reagendada para Glory 16 en Broomfield, Colorado, el 3 de mayo de 2014 pero su persistente lesión en el hombro lo forzó a retirarse de la pelea nuevamente, y fue reemplazado por Karapet Karapetyan.
El 6 de febrero de 2015, Holzken participó en un torneo de peso wélter de cuatro hombres en Glory 19 para determinar a quien obtendría la siguiente oportunidad titular. En las semifianles, enfrentó a Alexander Stetsurenko y ganó por decisión unánie.  En la final, enfrentó a Raymond Daniels y ganó por TKO en el tercer asalto.
El 16 de abril de 2016, derrotó a Yoann Kongolo. Luego de la pelea Holzken expresó su deseo al comentador de Joseph Valtellini de que deseaba enfrentarlo nuevamente.
El 2 de julio de 2018, Holzken anunció en sus redes sociales que había rechazado un oferta contractual de Glory y estaba considerando ofertas de otras promociones.

### Boxeo
Desde 2013, Holzken compitió en boxeo profesional en paralelo a su carrera de kickboxing, pero en febrero de 2018 obtuvo la oportunidad más grande de su carrera cuando entró como reemplazo en corto aviso para enfrentar a Callum Smith en el torneo de peso súpero mediano de las Súper Series Mundiales de Boxeo. El neerlandés ostentaba un récord de 13-0, mientras que él récord de Smith era 23-0. Perdió la pelea por decisión unánime.

### ONE Championship
Holzken regresó al kickboxing cuando firmó con ONE Championship, haciendo su debut por KO en el segundo asalto contra Cosmo Alexandre en ONE Championship: Warrior's Dream en noviembre de 2018.
Desafiaría a Regian Eersel por el Campeonato Inaugural de Kickboxing de Peso Ligero de ONE en ONE Championship: Enter the Dragon en mayo de 2019. Perdió la pelea por decisión unánime. Ambos tuvieron una revancha por el título en octubre de 2019 en ONE Championship: Dawn of Valor, pero Holzken nuevamente perdió por decisión unánime.
Se anunció que Holzken enfrentaría a Elliot Compton en ONE Championship: Big Bang 2, el 11 de diciembre de 2020. Además se reveló que Holzken había firmado con una extensión de contrato de seis peleas con ONE luego de que su contrato original expirara. Holzken noqueó a Compton en el primer asalto, con un golpe al hígado.
Holzken enfrentó a John Wayne Parr en un combate de Muay Thai en ONE on TNT 3 el 21 de abril de 2021. Ganó la pelea por TKO luego de tirar a Parr con una patada a la cabeza en el segundo asalto. A penas quince días después de la pelea Holzken anunció que su contrato había expirado y se había convertido en agente libre.
El 13 de septiembre de 2021, Holzken anunció que había firmado un nuevo contrato de múltiples peleas con ONE Championship.
Como la primera pelea de su nuevo contrato de seis peleas, Holzken estaba programado para enfrentar al ex-retador al título de Kickboxing de Peso Ligero de ONE Islam Murtazaev en ONE Championship: X, el 26 de marzo de 2022. Con la prohibición de competir en Singapur de parte del gobierno singapurense por la Invasión rusa de Ucrania de 2022, Murtazaev fue reemplazado por Sinsamut Klinmee y la pelea fue cambiada a reglas de Muay Thai. Perdió la pelea por nocaut en el segundo asalto.
La pelea de kickboxing contra Islam Murtazaev fue reagendada para ocurrir en ONE 162, el 21 de octubre de 2022.  Sin embargo, Holzken sufrió una lesión durante la semana de la pelea y fue reemplazado por Constantin Rusu.
Holzken enfrentó a Arian Sadikovic el 9 de junio de 2023, en ONE Fight Night 11. Perdió la pelea por decisión unánime.
Holzken enfrentó a Yoshihiro Akiyama en una pelea de reglas mixtas el 28 de enero de 2024, en ONE 165. Ganó la pelea por TKO en el primer asalto. Esta victoria lo hizo merecedor de su primer premio de Actuación de la Noche.

## Vida personal
Holzken y su esposa Nathellie tiene un hijo llamado Geraldo y una hija llamada Willisha.

## Campeonatos y logros
- ONE Championship
  - Actuación de la Noche.
- Kickboxingplanet.com
  - Kickboxer del Año 2015 según Kickboxingplanet
- Bloody Elbow.com
  - Pelea de Año de 2013 vs. Joseph Valtellini el 21 de diciembre[39]
- Glory
  - Campeonato de Peso Wélter de Glory (Una vez)
    - Tres defensas titulares exitosas

  - Campeón del Torneo de Peso Wélter de 2013 de Glory
  - Ganador del Torneo de Contendiente de Número 1 de 2015 de  Glory
- WFCA
  - Campeón Mundial de Peso Súper Mediano de K-1 de WFCA
- SIMTA
  - Campeón Europeo de 72 kg de SIMTA
- K-1
  - Campeón del Torneo de Calificación de Europa del Norte de K-1 MAX de 2007
- Liver Kick.com
  - Pelea del Año de 2013 vs. Joseph Valtellini 21 de diciembre[40]
- SIMTA
  - Campeón Europeo de Peso Semimediano de SIMTA

## Récord en Kickboxing y Muay Thai
| Récord en Kickboxing y Muay Thai                                                         | Récord en Kickboxing y Muay Thai | Récord en Kickboxing y Muay Thai | Récord en Kickboxing y Muay Thai                       | Récord en Kickboxing y Muay Thai | Récord en Kickboxing y Muay Thai    | Récord en Kickboxing y Muay Thai | Récord en Kickboxing y Muay Thai |
| ---------------------------------------------------------------------------------------- | -------------------------------- | -------------------------------- | ------------------------------------------------------ | -------------------------------- | ----------------------------------- | -------------------------------- | -------------------------------- |
| 94 Victorias (58 (T)KOs), 18 Derrotas, 1 Sin Resultado                                   |                                  |                                  |                                                        |                                  |                                     |                                  |                                  |
| Fecha                                                                                    | Resultado                        | Oponente                         | Evento                                                 | Localización                     | Método                              | Ronda                            | Tiempo                           |
| 09-06-2023                                                                               | Derrota                          | Arian Sadikovic                  | ONE Fight Night 11                                     | Bangkok, Tailandia               | Decisión (Unánime)                  | 3                                | 3:00                             |
| 2022-03-26                                                                               | Derrota                          | Sinsamut Klinmee                 | ONE: X                                                 | Kallang, Singapur                | KO (Puñetazo)                       | 2                                | 1:39                             |
| 2021-04-21                                                                               | Victoria                         | John Wayne Parr                  | ONE on TNT 3                                           | Kallang, Singapur                | TKO (Patada a la Cabeza)            | 2                                | 1:23                             |
| 2020-12-11                                                                               | Victoria                         | Elliot Compton                   | ONE Championship: Big Bang 2                           | Kallang, Singapur                | KO (Golpe al Hígado)                | 1                                | 1:36                             |
| 2019-10-26                                                                               | Derrota                          | Regian Eersel                    | ONE Championship: Dawn Of Valor                        | Yakarta, Indonesia               | Decisión (Unánime)                  | 5                                | 3:00                             |
| Por el Campeonato de Kickboxing de Peso Ligero de ONE.                                   |                                  |                                  |                                                        |                                  |                                     |                                  |                                  |
| 2019-05-17                                                                               | Derrota                          | Regian Eersel                    | ONE Championship 96: Enter the Dragon                  | Kallang, Singapur                | Decisión (Unánime)                  | 5                                | 3:00                             |
| Por el Campeonato Inaugural de Kickboxing de Peso Ligero de ONE.                         |                                  |                                  |                                                        |                                  |                                     |                                  |                                  |
| 2019-02-22                                                                               | Victoria                         | Mustapha Haida                   | ONE Championship 90: Call to Greatness                 | Kallang, Singapur                | Decisión (Unánime)                  | 3                                | 3:00                             |
| 2018-11-17                                                                               | Victoria                         | Cosmo Alexandre                  | ONE Championship 84: Warrior's Dream                   | Yakarta, Indonesia               | KO (Uppercut)                       | 2                                | 2:59                             |
| 2017-12-09                                                                               | Derrota                          | Alim Nabiev                      | Glory 49: Rotterdam                                    | Rotterdam, Netherlands           | Decisión (Unánime)                  | 3                                | 3:00                             |
| 2017-06-10                                                                               | Derrota                          | Cédric Doumbé                    | Glory 42: Paris                                        | París, Francia                   | Decisión (Dividida)                 | 5                                | 3:00                             |
| Por el Campeonato de Peso Wélter de Glory.                                               |                                  |                                  |                                                        |                                  |                                     |                                  |                                  |
| 2016-12-10                                                                               | Derrota                          | Cédric Doumbé                    | Glory: Collision                                       | Oberhausen, Alemania             | Decisión (Dividida)                 | 5                                | 3:00                             |
| Perdió el Campeonato de Peso Wélter de Glory.                                            |                                  |                                  |                                                        |                                  |                                     |                                  |                                  |
| 2016-10-21                                                                               | Victoria                         | Murthel Groenhart                | Glory 34: Denver                                       | Broomfield, Colorado             | Decisión (Unánime)                  | 5                                | 3:00                             |
| Defendió el Campeonato de Peso Wélter de Glory.                                          |                                  |                                  |                                                        |                                  |                                     |                                  |                                  |
| 2016-04-16                                                                               | Victoria                         | Yoann Kongolo                    | Glory 29: Copenhagen                                   | Copenhague, Dinamarca            | Decisión (Unánime)                  | 5                                | 3:00                             |
| Defendió el Campeonato de Peso Wélter de Glory.                                          |                                  |                                  |                                                        |                                  |                                     |                                  |                                  |
| 2015-12-04                                                                               | Victoria                         | Murthel Groenhart                | Glory 26: Amsterdam                                    | Ámsterdam, Países Bajos          | Decisión (Dividida)                 | 5                                | 3:00                             |
| Defendió el Campeonato de Peso Wélter de Glory.                                          |                                  |                                  |                                                        |                                  |                                     |                                  |                                  |
| 2015-08-07                                                                               | Victoria                         | Raymond Daniels                  | Glory 23: Las Vegas                                    | Las Vegas, Nevada, USA           | TKO (Corte a la Rodilla Derecha)    | 3                                | 1:36                             |
| Ganó el Campeonato Vacante de Peso Wélter de Glory.                                      |                                  |                                  |                                                        |                                  |                                     |                                  |                                  |
| 2015-02-06                                                                               | Victoria                         | Raymond Daniels                  | Glory 19: Virginia                                     | Hampton, Virginia, USA           | TKO (4 Knockdowns)                  | 3                                | 1:25                             |
| Ganó la final del Torneo del Contendiente de Peso Wélter de Glory.                       |                                  |                                  |                                                        |                                  |                                     |                                  |                                  |
| 2015-02-06                                                                               | Victoria                         | Alexander Stetsurenko            | Glory 19: Virginia                                     | Hampton, Virginia, USA           | Decisión (Unánime)                  | 3                                | 3:00                             |
| Ganó las semifinales del Torneo del Contendiente de Peso Wélter de Glory.                |                                  |                                  |                                                        |                                  |                                     |                                  |                                  |
| 2014-12-25                                                                               | Victoria                         | Yusuf Karakaya                   | One Shot World Series                                  | Antalya, Turkey                  | TKO (Paro del Réferi)               | 1                                | 2:05                             |
| 2013-12-21                                                                               | Victoria                         | Joseph Valtellini                | Glory 13: Tokyo                                        | Tokio, Japón                     | KO (Gancho de Derecha)              | 3                                | 3:00                             |
| Ganó la final del Torneo del Contendiente de Peso Wélter de Glory.                       |                                  |                                  |                                                        |                                  |                                     |                                  |                                  |
| 2013-12-21                                                                               | Victoria                         | Karapet Karapetyan               | Glory 13: Tokyo                                        | Tokio, Japón                     | Decisión (Unánime)                  | 3                                | 3:00                             |
| Ganó las semifinales del Torneo del Contendiente de Peso Wélter de Glory.                |                                  |                                  |                                                        |                                  |                                     |                                  |                                  |
| 2013-04-06                                                                               | Victoria                         | Karim Ghajji                     | Glory 6: Istanbul                                      | Istanbul, Turkey                 | TKO (Corte)                         | 4                                |                                  |
| 2012-10-06                                                                               | Victoria                         | Murat Direkçi                    | Glory 2: Brussels                                      | Brussels, Belgium                | TKO (Corte)                         | 2                                |                                  |
| 2012-09-02                                                                               | Derrota                          | L'houcine Ouzgni                 | Muay Thai Mania V                                      | The Hague, Netherlands           | Decisión en Asalto Extra            | 4                                | 3:00                             |
| 2012-05-26                                                                               | Victoria                         | Alex Tobiasson Harris            | Glory 1: Stockholm                                     | Stockholm, Sweden                | TKO (3 Knockdowns/Golpes al Hígado) | 2                                | 2:42                             |
| 2012-03-23                                                                               | Victoria                         | Davit Kiria                      | United Glory 15: World Series 2012                     | Moscow, Russia                   | Decisión                            | 3                                | 3:00                             |
| 2012-02-12                                                                               | Victoria                         | Karapet Karapetyan               | Natural Powers                                         | Eindhoven, Netherlands           | Decisión                            | 5                                | 3:00                             |
| Defendió el título mundial de peso mediano (-76.20 kg) de K-1 Rules de WFCA.             |                                  |                                  |                                                        |                                  |                                     |                                  |                                  |
| 2011-12-23                                                                               | Victoria                         | Cyrus Washington                 | Klaar Om Te Bossen 3                                   | Paramaribo, Suriname             | TKO (Corte)                         | 2                                |                                  |
| 2011-11-06                                                                               | Victoria                         | Ky Hollenbeck                    | Muay Thai Premier League: Round 3                      | The Hague, Netherlands           | Decisión (Unánime)                  | 3                                | 3:00                             |
| 2011-09-02                                                                               | Victoria                         | Marco Piqué                      | Muaythai Premier League: Round 1                       | Long Beach, California, USA      | Decisión                            | 3                                | 3:00                             |
| 2011-05-28                                                                               | Derrota                          | Artur Kyshenko                   | United Glory 14: 2010-2011 World Series Finals         | Moscow, Russia                   | Decisión (Unánime)                  | 3                                | 3:00                             |
| 2011-03-19                                                                               | Victoria                         | Carlos Tavares                   | United Glory 13: 2010-2011 World Series Semifinals     | Charleroi, Belgium               | KO (Golpes)                         | 1                                | 2:04                             |
| 2011-02-27                                                                               | Victoria                         | Thilo Schneider                  | Kickboxgala Golden Glory Helmond, Sporthal Haagdijk    | Eindhoven, Netherlands           | TKO (Paro de la Esquina)            | 2                                | 3:00                             |
| Ganó el título mundial de peso mediano (-76.20 kg) de K-1 Rules de WFCA.                 |                                  |                                  |                                                        |                                  |                                     |                                  |                                  |
| 2010-10-16                                                                               | Victoria                         | Murthel Groenhart                | United Glory 12: 2010-2011 World Series Quarterfinals  | Ámsterdam, Países Bajos          | Decisión en Asalto Extra            | 4                                | 3:00                             |
| 2010-09-12                                                                               | Derrota                          | L'houcine Ouzgni                 | Fightingstars presents: It's Showtime 2010             | Ámsterdam, Países Bajos          | KO (Left flying knee)               | 1                                | 0:53                             |
| 2010-06-19                                                                               | Victoria                         | Cagri Ermis                      | A1 World Combat Cup                                    | Eindhoven, Netherlands           | Decisión                            | 3                                | 3:00                             |
| 2010-05-29                                                                               | Victoria                         | Cosmo Alexandre                  | It's Showtime 2010 Amsterdam                           | Ámsterdam, Países Bajos          | Decisión (4-1)                      | 3                                | 3:00                             |
| 2010-04-10                                                                               | Victoria                         | Mourad Salhi                     | Star Muaythai V                                        | Maastricht, Netherlands          | Decisión en Asalto Extra            | 4                                | 3:00                             |
| 2010-01-30                                                                               | Victoria                         | Leroy Kaestner                   | Beast of the East                                      | Zutphen, Netherlands             | Decisión (Unánime)                  | 3                                | 3:00                             |
| 2009-12-06                                                                               | Victoria                         | Mohammed Medhar                  | GGH Gala                                               | Helmond, Netherlands             | Decisión (Unánime)                  | 3                                | 3:00                             |
| 2009-10-17                                                                               | Victoria                         | Faldir Chahbari                  | Ultimate Glory 11: A Decade of Fights                  | Ámsterdam, Países Bajos          | Decisión (Unánime) en Asalto Extra  | 4                                | 3:00                             |
| 2009-07-13                                                                               | Derrota                          | Buakaw Por. Pramuk               | K-1 World MAX 2009 Final 8                             | Tokio, Japón                     | Decisión (Unánime)                  | 3                                | 3:00                             |
| 2009-04-21                                                                               | Victoria                         | Chahid Oulad El Hadj             | K-1 World MAX 2009 Final 16                            | Fukuoka, Japan                   | Decisión (Mayoritaria)              | 3                                | 3:00                             |
| 2008-11-30                                                                               | Victoria                         | Marco Pique                      | SLAMM "Nederland vs Thailand V"                        | Almere, Netherlands              | KO (Gancho de Izquierda)            | 3                                | 2:56                             |
| 2008-10-01                                                                               | Victoria                         | Virgil Kalakoda                  | K-1 World MAX 2008 Final                               | Tokio, Japón                     | KO (Gancho de Derecha)              | 1                                | 1:42                             |
| 2008-07-06                                                                               | Victoria                         | William Diender                  | Ultimate Glory 9                                       | Nijmegen, Netherlands            | KO (Golpe Derecho al Cuerpo)        | 4                                | 0:47                             |
| 2008-05-31                                                                               | Victoria                         | José Reis                        | Beast of the East 2008                                 | Zutphen, Netherlands             | Decisión (Unánime)                  | 5                                | 3:00                             |
| 2008-04-26                                                                               | Victoria                         | Joerie Mes                       | K-1 World GP 2008 in Amsterdam                         | Ámsterdam, Países Bajos          | KO (Patada Giratoria)               | 2                                | 2:21                             |
| 2008-03-15                                                                               | Victoria                         | Karim El Jouharti                | It's Showtime 75MAX Trophy 2008, Super Fight           | 's-Hertogenbosch, Netherlands    | Decisión (Unánime)                  | 3                                | 3:00                             |
| 2008-01-26                                                                               | Derrota                          | Alviar Lima                      | Beast of the East                                      | Zutphen, Netherlands             | KO (Gancho de Izquierda)            | 3                                | 0:36                             |
| Por el título mundial de peso mediano (-72.57 kg) de Thaiboxing de WFCA.                 |                                  |                                  |                                                        |                                  |                                     |                                  |                                  |
| 2007-11-24                                                                               | Derrota                          | Andy Souwer                      | Shootboxing in the Autotron                            | Rosmalen, Netherlands            | Decisión (Unánime)                  | 3                                | 3:00                             |
| 2007-10-27                                                                               | Victoria                         | Lamsongkram Chuwattana           | SLAMM "One Night in Bangkok"                           | Antwerp, Belgium                 | Decisión (Unánime)                  | 3                                | 3:00                             |
| 2007-09-09                                                                               | Victoria                         | Baker Barakat                    | Ultimate Glory 5                                       | Amersfoort, Netherlands          | Decisión (Unánime)                  | 3                                | 3:00                             |
| 2007-06-28                                                                               | Derrota                          | Buakaw Por. Pramuk               | K-1 World MAX 2007 Final Elimination                   | Tokio, Japón                     | Decisión (Unánime)                  | 3                                | 3:00                             |
| 2007-05-13                                                                               | Win                              | Marijn Geuens                    | Fight Night in Veghel                                  | Veghel, Netherlands              | KO (Patada Giratoria)               |                                  |                                  |
| 2007-04-07                                                                               | Victoria                         | Ruslan Kaladko                   | Balans Fight Night                                     | Tilburg, Netherlands             | Decisión (Unánime)                  | 3                                | 3:00                             |
| 2007-01-21                                                                               | Victoria                         | Steve Neumann                    | Ultimate Glory 2                                       | Amersfoort, Netherlands          | KO (Uppercut de Izquierda)          | 1                                |                                  |
| 2006-11-24                                                                               | Victoria                         | Elias Daniel                     | K-1 World MAX North European Qualification 2007        | Stockholm, Sweden                | KO (Golpe Izquierdo al Cuerpo)      | 3                                | 0:50                             |
| Ganó el título del torneo de Clasificación del Norte de Europa de K-1 World MAX de 2007. |                                  |                                  |                                                        |                                  |                                     |                                  |                                  |
| 2006-11-24                                                                               | Victoria                         | Joakim Karlsson                  | K-1 World MAX North European Qualification 2007        | Stockholm, Sweden                | KO (Golpe Recto Derecho)            | 1                                | 0:34                             |
| 2006-11-24                                                                               | Victoria                         | Björn Kjöllerström               | K-1 World MAX North European Qualification 2007        | Stockholm, Sweden                | KO (Gancho de Derecha)              | 1                                | 2:20                             |
| 2006-09-23                                                                               | Victoria                         | Jan van Denderen                 | It's Showtime 75MAX Trophy Final 2006, Reserve Fight   | Rotterdam, Netherlands           | Decisión (Unánime)                  | 3                                | 3:00                             |
| 2006-03-26                                                                               | Victoria                         | Terence Oosterling               | West Point Fight II                                    | Tilburg, Netherlands             | KO (Cross de Izquierda)             | 1                                | 0:10                             |
| 2006-03-05                                                                               | Victoria                         | Travers Schlee                   | Future Battle                                          | Bergen op Zoom, Netherlands      | TKO                                 |                                  |                                  |
| 2005-12-17                                                                               | Victoria                         | Ferhat Atasoy                    | WFCA Gala "The Eye of the Tiger"                       | Arnhem, Netherlands              | KO                                  |                                  |                                  |
| 2005-10-30                                                                               | Derrota                          | Donald Berner                    | It's Showtime 75MAX Trophy Alkmaar, Pool B Semi Finals | Alkmaar, Netherlands             | Decisión (Unánime) en Asalto Extra  | 4                                | 3:00                             |
| 2005-09-25                                                                               | Victoria                         | Daniel Hudson                    |                                                        | Manchester, England              | KO (Golpe Recto Derecho)            | 1                                | 1:01                             |
| Ganó el título Europeo de SIMTA Muaythai.                                                |                                  |                                  |                                                        |                                  |                                     |                                  |                                  |
| 2005-06-18                                                                               | Victoria                         | Melvin van Leeuwaarde            | Showdome IV                                            | Ámsterdam, Países Bajos          | KO                                  |                                  |                                  |
| 2005-04-30                                                                               | Victoria                         | Ömer Tekin                       | Queens Fight Night                                     | Eindhoven, Netherlands           | TKO (Paro Médico)                   | 1                                |                                  |
| 2005-02-27                                                                               | Victoria                         | Richard Jones                    | Master Sken's Fight Night                              | Manchester, England              | KO (Golpe Recto Derecho)            | 2                                | 1:06                             |
| 2004-12-12                                                                               | Victoria                         | Servet Cakir                     | Face to Face 2nd Edition, Final                        | Apeldoorn, Netherlands           | Decisión (Unánime)                  | 5                                | 2:00                             |
| Ganó el título (-71 kg) del torneo Amataeur de M.O.N Dutch Open.                         |                                  |                                  |                                                        |                                  |                                     |                                  |                                  |
| 2004-12-12                                                                               | Victoria                         | Felat Atasoy                     | Face to Face 2nd Edition, Semi Final                   | Apeldoorn, Netherlands           | Decisión (Unánime)                  | 4                                | 2:00                             |
| 2004-12-12                                                                               | Victoria                         | Radju Ramdjilal                  | Face to Face 2nd Edition, Quarter Final                | Apeldoorn, Netherlands           | KO                                  |                                  |                                  |
| 2004-09-04                                                                               | Derrota                          | Henrik Nygaard                   | Valhalla 2004 Battle of the Vikings                    | Aarhus, Denmark                  | KO                                  | 4                                |                                  |
| 2004-03-27                                                                               | Victoria                         | Steven Berkolayko                | WPKL Muay Thai Champions League XIII                   | Rotterdam, Netherlands           | Decisión (Unánime)                  | 5                                | 2:00                             |
| 2004-02-21                                                                               | SR                               | Mesut Acikyol                    | Test of Talent Reloaded III                            | Mortsel, Belgium                 | Sin Resultado                       | 5                                |                                  |
| 2004-02-20                                                                               | Victoria                         | Richard Jones                    | Master Sken's Fight Night                              | Manchester, England              | TKO                                 | 4                                |                                  |
| 2004-02-01                                                                               | Victoria                         | Nico Lombaerts                   | Thai-Kickboxing Gala                                   | Valkenswaard, Netherlands        | KO (Patadas Bajas)                  | 1                                |                                  |
| 2003-12-19                                                                               | Victoria                         | Ali Moftagari                    | Gala in Kampen                                         | Kampen, Netherlands              | KO                                  |                                  |                                  |
| 2003-06-29                                                                               | Derrota                          | Frank Sonders                    | Dutch Muay Thai Championships                          | Rotterdam, Netherlands           | Decisión (Unánime)                  | 5                                | 2:00                             |
| 2002-11-17                                                                               | Derrota                          | Wesley Robijn                    | Jellema promotion, Sporthal "De Wetering"              | Houten, Netherlands              | KO                                  |                                  |                                  |
| 2002-10-06                                                                               | Victoria                         | Dennis Rooy                      | WFCA Gala in Nijmegen                                  | Nijmegen, Netherlands            | Decisión (Unánime)                  | 2                                | 2:00                             |
| 2002-04-13                                                                               | Victoria                         | Reza Rahimpour                   | TB Den Haag promotion, Fairtex Thaiboksgala            | The Hague, Netherlands           | TKO                                 | 2                                |                                  |